# アフター・ロミオ

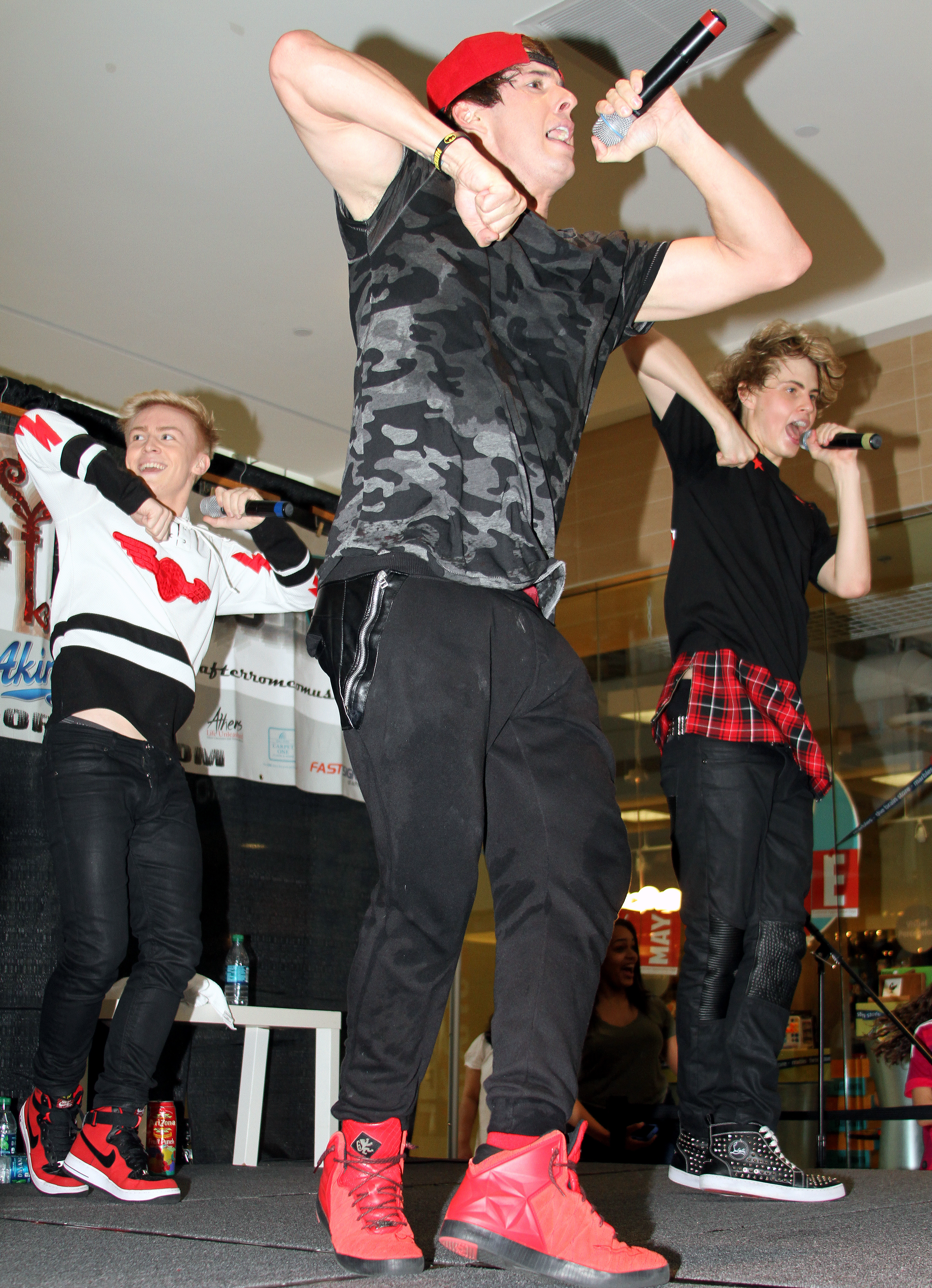
2014年

アフター・ロミオ（英語: After Romeoまたは略称でARと呼ばれる）は、アメリカ出身の4人組ボーイ・バンド。レーベルは4 SOUND（アメリカ）、Sony Music（日本）。

## メンバー
- Drew Ryan Scott（ドリュー・ライアン・スコット）

1988年6月17日(29歳)
ラファイエット (ルイジアナ州)生まれでテキサス州ヒューストン育ち。父親はエルヴィス・プレスリーのものまね歌手。マグネット・スクールの「ラスベガス・アカデミー」のコーラス部出身。グループの作曲をすべて担当。日本人の祖母を持つクォーターであり、作曲家としても活躍している。作曲家としては、マイリー・サイラス、セレーナ・ゴメスなどアメリカのトップ・アーティストに楽曲提供するほどの実力を持つ。また、在米韓国人の音楽プロデューサーと親しかったことからK-popの作曲を手掛けるようになり、東方神起、SHINee、EXO、キム・ヒョンジュン、SS501、少女時代といった多数のK-popアイドルの曲を手掛けたほか、嵐、Sexy Zone、三代目J Soul Brothers、GENERATIONSなどその他のアジアのアーティストにも楽曲提供した。大人気ドラマ｢glee｣のオフカメラのリードシンガーに抜擢された実力の持ち主。
- Jayk Purdy（ジェイク・パーディー）

1992年8月7日(25歳)
ネバダ州ラスベガス出身。大のスポーツ好きであり、得意なのはアメリカン・フットボール。だが、どうしても音楽の道に進みたかったため、数々のスポーツ推薦を断った。ダンスが得意で、尊敬しているアーティストはジャスティン・ティンバーレイク。
- T.C. Carter（ティーシー・カーター）

1993年3月3日(24歳)
フロリダ州出身、ジョージア州育ち。尊敬するアーティストはクリス・ブラウンで、特技はジャグリング。
- Blake English（ブレイク・イングリッシュ）

1994年6月14日(23歳)
ジョージア州出身。5歳からダンスを始め、12歳でプロのダンサーとなったため、特技はダンス、振り付けもやっている。ミュージカル出身で、数々のミュージカルに出演していた。

### 元メンバー
- Devin Fox（デヴィン・フォックス）（2015年6月6日脱退を発表）

1997年9月12日(20歳)
グループの最年少メンバー。ドリューにその才能を見初められ、アフター・ロミオにスカウトされ加入した。ソーシャルメディアにおいて個人で上げていた動画は1000万回再生を記録。好きなスポーツはバスケットボール。尊敬するアーティストはマイケル・ジャクソン、ジャスティン・ティンバーレイク。

## 概要
公式には「2013年結成、ロサンゼルス在住の5人組」となっている。だが、実際には、ジェイク、ドリュー、ティーシーの3人は、「Varsity Fanclub（バーシティ・ファンクラブ）」（通称:VFC）という5人組のグループのメンバーであった。このメンバー3人に、新メンバー2人（デヴィン、ブレイク）が加わった状態で、2012年にグループ名を改名した。ドリューとジェィクはともにラスベガスからロサンジェルスに移り、趣味のバスケットボールを通じてT.C.と知り合い、その幼馴染のブレイクと、ドリューが学校の講演会で見つけたデヴィンを加えてアフター・ロミオとなった。なお、メンバーのドリューは「VFCとAfter Romeoは全く違うグループ」としている。
ARとしてのアメリカでのファースト・デジタルシングル『Free Fall』は、MTV.comで1位を記録。『LOL（Love on Lock)』も全米MTV Hits に選ばれ、ケイティ・ペリーなどを抑えて全米のMTV.comで1位を獲得するほどのヒットを記録している。『LOL（Love on Lock)』がこのような好成績を残せた理由として、シリウスXMラジオのチャンネルの一部であった、「20on20」のリクエストで第3位に選ばれたことがあったことがあげられている。
2014年には「いじめ撲滅ツアー」と称した全米ツアーを敢行し、各地の学校を回って、いじめ撲滅に取り組んでいる。その活躍が話題となり、日本のソニー・ミュージックレコーズと契約。
2014年7月に初来日し、11月19日に日本でメジャーデビュー。
また、2014年9月13日（現地時間）には、DISH//がフリーライブツアー「キャプテンDISH//がめぐる夏休みの大冒険☆～全国津々浦々イベントツアー2014～」の追加公演として、アメリカ・コロラド州デンバーのThe Orchard Town Centerで行われたアフター・ロミオのイベントにオープニングアクトとしてゲスト参加した。
2015年1月14日発売のDISH//の1stアルバム『MAIN DISH』にLOL（Love on Lock）のカヴァーが収録された。また、同年4月に1stアルバム『The Story Continues･･･』が発売された。
2015年8月7日、Twitterの日本オフィシャルアカウントにて、しばらく日本以外の国での活動に専念すると発表された。
なお、メンバーのドリューは、2015年10月29日発売の嵐のアルバム、『Japonism』の通常盤に収録されている『the Deep End』やDA PUMPのシングル『P.A.R.T.Y. 〜ユニバース・フェスティバル〜』を提供するなど、作曲家として日本での活動を続けている。

## ディスコグラフィー

### シングル
アメリカで配信されたデジタル・シングル
2015年8月5日現在。公式サイト（英語版）、iTunesのアーティストページの両方に記載されたもののみ本項に記載。日本円でも「Free Fall」と「Save Some Snow」は購入（ダウンロード）可能。2015年1月14日より「LOL(Love On Lock)」も日本での配信が開始された。
- Free Fall
- Save Some Snow
- LOL(Love On Lock)
- Where the people go（2015年7月28日配信開始）

日本発売のシングル
- Juliet（2014年11月19日発売）

### アルバム
日本発売のアルバム
- The Story Continues…（2015年4月1日発売）